# Altar frontal de Santa Maria em Taüll
O frontal do altar de Santa Maria em Taüll é um altar frontal exposto no Museu Nacional de Arte da Catalunha em Barcelona . A maioria dos altares frontais que conhecemos do período românico na Catalunha consiste num painel pintado a têmpera, que em alguns casos é complementado com elementos em relevo em estuque. Mas, para além desta forma mais generalizada, existiam outras possibilidades técnicas, como a pintura a fresco, a pedra esculpida ou o mármore ou, como neste caso, a madeira esculpida e policromada. Recorde-se que algumas decorações e detalhes, com efeitos dourados, se assemelhavam ou imitavam peças mais luxuosas revestidas com metais preciosos.